# Conferência das Nações Unidas sobre Meio Ambiente e Desenvolvimento
A Conferência das Nações Unidas sobre Meio Ambiente e Desenvolvimento (CNUMAD), também conhecida como Eco-92, Cúpula da Terra, Cimeira do Verão, Conferência do Rio de Janeiro e Rio 92, foi uma conferência de chefes de estado organizada pelas Nações Unidas e realizada de 3 a 14 de junho de 1992 na cidade do Rio de Janeiro, no Brasil. Seu objetivo foi debater os problemas ambientais mundiais.
A conferência de Estocolmo, realizada em junho de 1972, foi o primeiro grande evento sobre meio ambiente realizado no mundo. Seu objetivo era basicamente o mesmo da Cúpula da Terra de 1992. Esta conferência, bem como o relatório Relatório Brundtland, publicado em 1987, pelas Nações Unidas, lançaram as bases para a ECO-92.

## A conferência
Em 1992, vinte anos após a realização da primeira conferência sobre o meio ambiente, representantes de cento e setenta e oito países do mundo reuniram-se para decidir que medidas tomar para conseguir diminuir a degradação ambiental e garantir a existência de outras gerações. A intenção, nesse encontro, era introduzir a ideia do desenvolvimento sustentável, um modelo de crescimento econômico menos consumista e mais adequado ao equilíbrio ecológico. Os encontros ocorreram no centro de convenções Riocentro. A diferença entre as conferências de 1972 e 1992 pode ser traduzida pela presença maciça de Chefes de Estado na segunda, fator indicativo da importância atribuída à questão ambiental no início da década de 1990. Já as organizações não governamentais fizeram um encontro paralelo no Aterro do Flamengo, chamado o Fórum Global. Esse evento paralelo teve como resultado a aprovação da Declaração do Rio, também chamada de Carta da Terra.

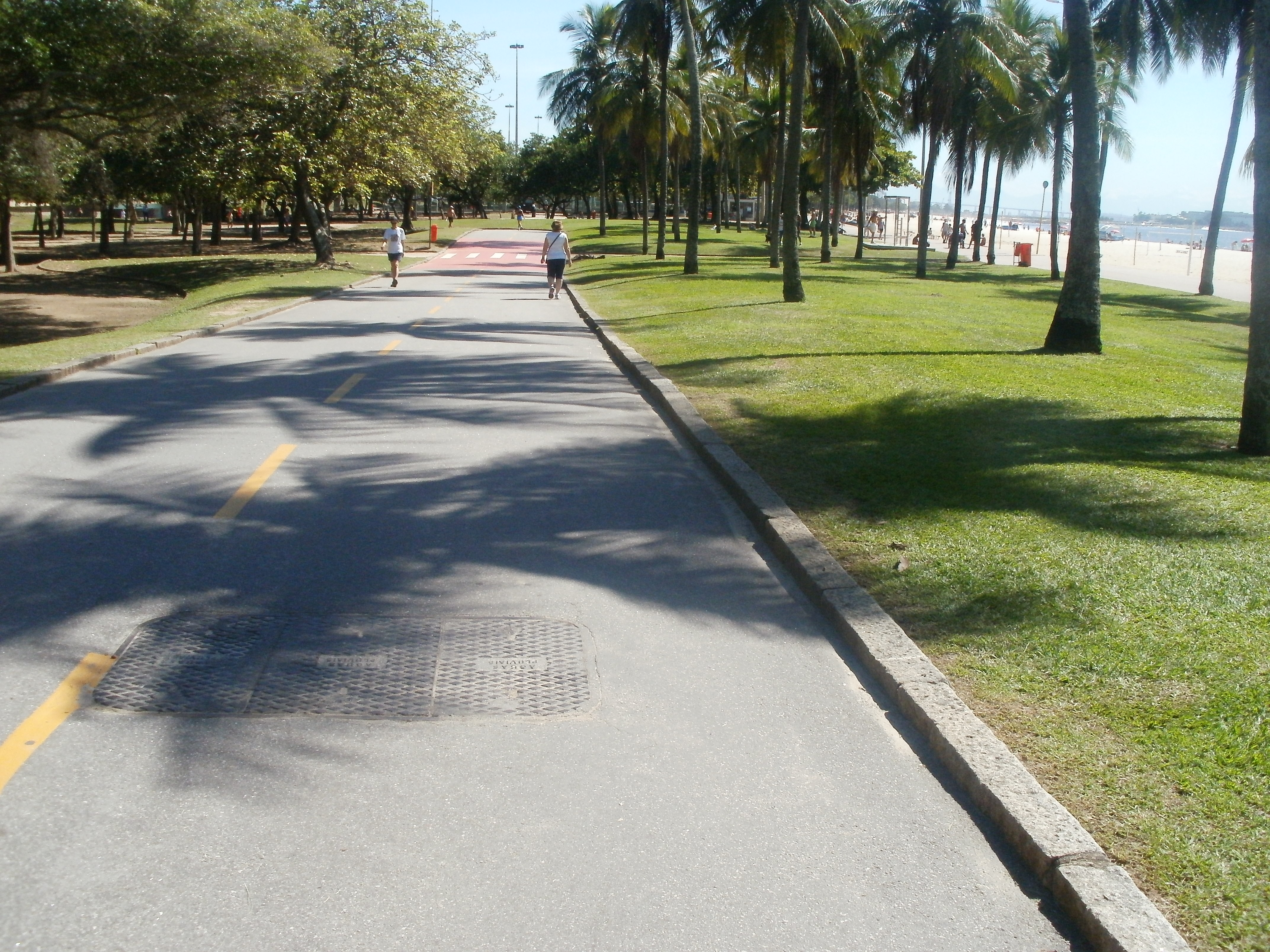
Aterro do Flamengo, o lugar onde foi realizado o encontro das organizações não governamentais

Durante o evento, as Forças Armadas do Brasil fizeram a proteção da cidade. Durante o evento, o presidente da República Fernando Collor de Mello transferiu oficialmente a capital do País de Brasília para o Rio de Janeiro, e assim durante alguns dias essa cidade voltou a ter o status que tivera de 1763 a 1960.
Entre os destaques relacionados ao evento estiveram o discurso de Severn Cullis-Suzuki, que possuía 12 anos na época; o protesto de um mergulhador profissional que submergiu por 10 minutos no rio Tietê, na zona norte de São Paulo, como protesto ao leito poluído; e o lançamento de uma moeda de 2 000 cruzeiros ilustrada com um beija-flor e o Pão de Açucar.
Temas abordados no evento:
1. Mudança do Clima — a Eco-92 embasou eventos como a conferência em Quioto no Japão, em 1997, que deu origem ao Protocolo de Quioto, no qual a maioria das nações concordou em reduzir as emissões de gases estufa que intensificam o chamado "efeito estufa".
2. Ar e água — um congresso da ONU em Estocolmo em 1972, adotou um tratado para controlar 12 substâncias químicas organocloradas. Destinada a melhorar a qualidade do ar e da água, a convenção sobre Poluentes Orgânicos Persistentes pede a restrição ou eliminação de oito substâncias químicas como clordano, DDT e os PCBs.
3. Transporte alternativo — os automóveis híbridos, movidos a gasolina e a energia elétrica, já reduzem as emissões de dióxido de carbono no Japão, na Europa e nos Estados Unidos.
4. Ecoturismo — com um crescimento anual estimado em 30%, o ecoturismo incentivou governos a proteger áreas naturais e culturas tradicionais.
5. Redução do desperdício — empresas adotam programas de reutilização e Redução, como acontecia com as garrafas de PET no Brasil antes que as empresas fossem taxadas com impostos sobre sua compra dos catadores de lixo.
6. Redução da chuva ácida — na década de 1980, os países desenvolvidos começaram a limitar as emissões de dióxido de enxofre, lançado por usinas movidas a carvão. A Alemanha adotou um sistema obrigatório de geração doméstica de energia através de célula fotoelétrica.

## Resultados
Além da sensibilização das sociedades e das elites políticas, a Conferência teve, como resultado, a produção de alguns documentos oficiais fundamentais:
- A Carta da Terra;
- Três convenções:
  - A Convenção sobre Diversidade Biológica, tratando da proteção da biodiversidade;
  - A Convenção Internacional de Combate à Desertificação nos Países Afetados por Seca Grave e/ou Desertificação, Particularmente na África, tratando da redução da desertificação; e
  - A Convenção-Quadro das Nações Unidas sobre a Mudança do Clima, tratando das mudanças climáticas globais;
- A Declaração de Princípios sobre Florestas;
- A Declaração do Rio sobre Meio Ambiente e Desenvolvimento; e a
- A Agenda 21.

### Convenção da Biodiversidade
A Convenção da Biodiversidade foi o acordo aprovado durante a RIO-92 por 156 países e uma organização de integração econômica regional. Foi ratificada pelo Congresso Nacional Brasileiro e entrou em vigor no final de dezembro de 1993. Os objetivos da convenção são a conservação da biodiversidade, o uso sustentável de seus componentes e a divisão equitativa e justa dos benefícios gerados com a utilização de recursos genéticos. Neste documento, destaca-se o "Protocolo de Biossegurança", que permite que países deixem de importar produtos que contenham organismos geneticamente modificados. Dos 175 países signatários da Agenda 21, 168 confirmaram sua posição de respeitar a Convenção sobre Biodiversidade.

### Agenda 21
O principal documento produzido na RIO-92, o Agenda 21 é um programa de ação que viabiliza o novo padrão de desenvolvimento ambientalmente racional. Ele concilia métodos de proteção ambiental, justiça social e eficiência econômica. Este documento está estruturado em quatro seções subdivididas num total de 40 capítulos temáticos. Eles tratam dos temas:
Dimensões Econômicas e Sociais – enfoca as políticas internacionais que podem ajudar o desenvolvimento sustentável nos países em desenvolvimento, as estratégias de combate à pobreza e à miséria, as mudanças necessárias a serem introduzidas nos padrões de consumo, as inter-relações entre sustentabilidade e dinâmica demográfica, as propostas para a promoção da saúde pública e a melhoria da qualidade dos assentamentos humanos;
Conservação e questão dos recursos para o desenvolvimento – apresenta os diferentes enfoques para a proteção da atmosfera e para a viabilização da transição energética, a importância do manejo integrado do solo, da proteção dos recursos do mar e da gestão ecocompatível dos recursos de água doce; a relevância do combate ao desmatamento, à desertificação e à proteção aos frágeis ecossistemas de montanhas; as interfaces entre diversidade biológica e medidas requeridas para a proteção e promoção de alguns dos segmentos sociais mais relevantes - analisa as ações que objetivam a melhoria dos níveis de educação da mulher, bem como a participação da mesma, em condições de igualdade, em todas as atividades relativas ao desenvolvimento e à gestão ambiental. Adicionalmente, são discutidas as medidas de proteção e promoção à juventude e aos povos indígenas, às ONG's, aos trabalhadores e sindicatos, à comunidade científica e tecnológica, aos agricultores e ao comércio e a indústria.
Revisão dos instrumentos necessários para a execução das ações propostas - discute os mecanismos financeiros e os instrumentos e mecanismos jurídicos internacionais; a produção e oferta de tecnologias ecoconsistentes e de atividade científica, enquanto suportes essenciais à gestão da sustentabilidade; a educação e o treinamento como instrumentos da construção de uma consciência ambiental e da capacitação de quadros para o desenvolvimento sustentável; o fortalecimento das instituições e a melhoria das capacidades nacionais de coleta, processamento e análise dos dados relevantes para a gestão da sustentabilidade.
A aceitação do formato e conteúdo da Agenda - aprovada por todos os países presentes à CNUMAD - propiciou a criação da Comissão de Desenvolvimento Sustentável (CDS), vinculada ao Conselho Econômico e Social das Nações Unidas (ECOSOC). A CDS tem por objetivo acompanhar e cooperar com os países na elaboração e implementação das agendas nacionais, e vários países já iniciaram a elaboração de suas agendas nacionais. Dentre os de maior expressão política e econômica, somente a China terminou o processo de elaboração e iniciou a etapa de implementação.

#### Conferindo a Agenda 21
As ONGs que participaram da Eco-92 acabaram desempenhando um papel fiscalizador, pressionando os governos de todo o mundo a cumprir as determinações da Agenda 21.
De 23 a 27 de junho de 1997, em Nova Iorque (chamada de "Rio+5"), foi realizada a 19ª Sessão Especial da Assembleia-Geral das Nações Unidas. Com o objetivo de avaliar os cinco primeiros anos de implementação da Agenda 21, o encontro identificou as principais dificuldades relacionadas à implementação do documento, priorizou a ação para os anos seguintes e conferiu impulso político às negociações ambientais em curso.
Para os países em desenvolvimento, o principal resultado da Sessão Especial foi a preservação intacta do patrimônio conceitual originado na RIO-92. O documento final incorporou, assim, uma "Declaração de Compromisso", na qual os chefes de delegação reiteram solenemente o compromisso de seus países com os princípios e programas contidos na Declaração do Rio e na Agenda 21, assim como o propósito de dar seguimento a sua implementação.

### Convenção de Mudanças Climáticas e Protocolo de Quioto
A Convenção-Quadro das Nações Unidas sobre a Mudança do Clima, estabelecida a partir da Eco-92 e da Agenda-21, foi ratificada pela maioria dos países, mas o mesmo não aconteceu com o Protocolo de Quioto. Essa diferença se deve ao fato de a convenção apresentar apenas propostas, sem estabelecer prazos nem limites para a emissão de poluentes.
Já o Protocolo de Quioto (em 1997, no Japão) estabeleceu metas para a redução da emissão de gases poluentes que intensificam o "efeito estufa", com destaque para o CO2. A ratificação do Protocolo de Quioto pelos países do mundo esbarrou na necessidade de mudanças na sua matriz energética. Os elevados custos recairiam, principalmente, sobre os países desenvolvidos, em especial os Estados Unidos. O presidente George W. Bush declarou que não iria submeter o avanço da economia norte-americana aos sacrifícios necessários para a implementação das medidas propostas, motivo pelo qual não ratificou o protocolo.

## Rio+10
Dez anos após a ECO-92, a ONU realizou a Cúpula Mundial sobre Desenvolvimento Sustentável em Joanesburgo (África do Sul), a chamada Rio+10 ou conferência de Joanesburgo. O objetivo principal da Conferência seria rever as metas propostas pela Agenda 21 e direcionar as realizações às áreas que requerem um esforço adicional para sua implementação, porém, o evento tomou outro direcionamento, voltado para debater quase que exclusivamente os problemas de cunho social. Houve também a formação de blocos de países que quiseram defender exclusivamente seus interesses, sob a liderança dos EUA.
Tinha-se a expectativa de que essa nova Conferência Mundial levaria à definição de um plano de ação global, capaz de conciliar as necessidades legítimas de desenvolvimento econômico e social da humanidade, com a obrigação de manter o planeta habitável para as gerações futuras. Porém, os resultados foram frustrados, principalmente, pelos poucos resultados práticos alcançados em Joanesburgo. Em síntese, pode-se dizer que houve:
- Discussão em torno apenas dos problemas sociais;
- Muitos países apresentaram propostas concretas, porém, não saíram do papel – caso Agenda 21;
- Diversidade de opiniões e posturas, muitas vezes conflitantes;
- Maior participação da sociedade civil e suas organizações;
- Formação de grupos para defender seus interesses;
- Iniciativa de Energia – global.

Conclusões: a vanguarda ambientalista elencou centenas de propostas para os 21 objetivos da Agenda. Entre elas, figuramː universalizar o saneamento básico nos dez anos seguintes; implantar redes de metrô e trens rápidos nas grandes aglomerações; democratizar a justiça; universalizar o ensino em tempo integral; e reestruturar o Proálcool, desvinculado dos interesses do velho setor sucroalcooleiro.

## Rio+20
Em 2012, foi realizada, na cidade do Rio de Janeiro, a Rio+20, uma nova conferência das Nações Unidas sobre desenvolvimento sustentável.